# Vilhelm Topsøe
Vilhelm Christian Sigurd Topsøe est un écrivain et journaliste danois, né en 1840 à Skælskør, Danemark. 